# آنتونوفکا (شهرستان گافوریسکی، باشقیرستان)
آنتونوفکا (انگلیسی: Antonovka, Gafuriysky District, Republic of Bashkortostan) یک شهرک در شهرستان گافوریسکی استان باشقیرستان کشور روسیه است.